# Canadian Open (doppio femminile)
Questo è un elenco delle finali del doppio femminile del Canadian Open. La coppia canadese formata da Louise Moyes e Florence Best detiene tutt'oggi il record per numero di titoli vinti nella disciplina con otto trofei consecutivi. 
| Anno      | Nome del torneo                         | Categoria                             | Montepremi                            | Superficie                            | Vincitrici                                         | Finaliste                                | Punteggio                             |
| --------- | --------------------------------------- | ------------------------------------- | ------------------------------------- | ------------------------------------- | -------------------------------------------------- | ---------------------------------------- | ------------------------------------- |
| 1910      | Canadian Championships                  |                                       |                                       |                                       | Louise Moyes (1) Florence Best (1)                 |                                          |                                       |
| 1911-1912 | Non disputato                           | Non disputato                         | Non disputato                         | Non disputato                         | Non disputato                                      | Non disputato                            | Non disputato                         |
| 1913      | Canadian Championships                  |                                       |                                       |                                       | Louise Moyes (2) Florence Best (2)                 | Marty Andras                             | 6–2, 6–0                              |
| 1914-1918 | Non disputato                           | Non disputato                         | Non disputato                         | Non disputato                         | Non disputato                                      | Non disputato                            | Non disputato                         |
| 1919      | Canadian Championships Vancouver        |                                       |                                       |                                       | Louise Moyes (3) Florence Best (3)                 | Marion Zinderstein McDonald              | 7–5, 6–2                              |
| 1920      | Canadian Championships                  |                                       |                                       |                                       | Louise Moyes (4) Florence Best (4)                 |                                          |                                       |
| 1921      | Canadian Championships                  |                                       |                                       |                                       | Louise Moyes (5) Florence Best (5)                 | A. Macdonald Macdonnel                   | 6–2, 6–3                              |
| 1922      | Canadian Championships Vancouver        |                                       |                                       |                                       | Louise Moyes (6) Florence Best (6)                 | Gladys Hutchings H. F. Wright            | 6–3, 7–5                              |
| 1923      | Canadian Championships                  |                                       |                                       |                                       | Louise Moyes (7) Florence Best (7)                 |                                          |                                       |
| 1924      | Canadian Championships                  |                                       |                                       |                                       | Louise Moyes (8) Florence Best (8)                 | H. F. Wright Phyllis Rykert              | 7–5, 6–2                              |
| 1925      | Canadian Championships Vancouver        |                                       |                                       |                                       | Marjory Leeming A. Tatlow                          | H. F. Wright J. G. Muir                  | 6–1, 6–1?                             |
| 1926      | Canadian Championships                  |                                       |                                       |                                       | Mrs. Bourque L. Fraser                             | Doris Seager A. Tatlow                   | 6–3, 4–6, 6–3                         |
| 1927      | Canadian Championships                  |                                       |                                       |                                       | Caroline Swartz Edith Cross (1)                    | L. McFarland M. Williams                 | 6–2, 1–6, 6–4                         |
| 1928      | Canadian Championships                  |                                       |                                       |                                       | A.H. Chaplin Marjorie Gladman                      | Doris Seager Phyllis Rykert              | 6–2, 6–2                              |
| 1929      | Canadian Championships Toronto          |                                       |                                       |                                       | O.E. Gray Olive Wade                               | Mrs H. Beer Phyllis Rykert               | 6–4, 6–4                              |
| 1930      | Canadian Championships                  |                                       |                                       |                                       | Marjory Leeming (1) Hope Leeming                   | H. Bickle Symons                         | 6–3, 6–3                              |
| 1931      | Canadian Championships Vancouver        |                                       |                                       | Erba                                  | Edith Cross (2) Dorothea Perow                     | Walter Patrick Bess O'Shea               | 6–2, 6–0                              |
| 1932      | Canadian Championships Ottawa           |                                       |                                       |                                       | Marjory Leeming (2) Ken Salmond                    | J. F. Devlin Bess O'Shea                 | 6–2, 6–2                              |
| 1933      | Canadian Championships Vancouver        |                                       |                                       |                                       | H.V. Wilson Mary Campbell                          | Dorothy Gillespie Patrick Mary Maggart   | 6–2, 6–4                              |
| 1934      | Canadian Championships Toronto          |                                       |                                       |                                       | Caroline Deacon Eleanor Young (1)                  | Doris Seager Ken Salmond                 | 6–4, 6–4, 6–4                         |
| 1935      | Canadian Championships                  |                                       |                                       |                                       | Catherine Rose Margaret Laird                      | Gussie Raeneger Eleanor Dawson           | 6–2, 6–3                              |
| 1936      | Canadian Championships Vancouver        |                                       |                                       | Erba                                  | Golda Meyer Gross Jean Milne (1)                   | Caroline Deacon Eleanor Young            | 1–6, 6–2, 6–3                         |
| 1937      | Canadian Championships Toronto          |                                       |                                       | Erba                                  | Evelyn Dearman Joan Ingram                         | Mary Hardwick Margot Lumb                | 6–1, 7–5                              |
| 1938      | Canadian Championships                  |                                       |                                       |                                       | Ruby Roberts Fisher Dorithy Walton                 | Pauline Bolte Francoise Lacasse          | 5–7, 6–3, 6–1                         |
| 1939      | Canadian Championships                  |                                       |                                       |                                       | Elizabeth Blackman Liz Blackman                    | Rene Bolte A. R. Porter                  | 6–3, 6–2                              |
| 1940      | Canadian Championships Toronto          |                                       |                                       | Erba                                  | Eleanor Young (2) Jean Milne (2)                   | Rene Bolte Francoise Lacasse             | 6–3, 6–2                              |
| 1941-1945 | Non disputato                           | Non disputato                         | Non disputato                         | Non disputato                         | Non disputato                                      | Non disputato                            | Non disputato                         |
| 1946      | Canadian Nationals                      |                                       |                                       |                                       | Baba Lewis (1) Noreen Haney                        | Enid Nichols Doris Ell                   | 6–2, 6–0                              |
| 1947      | Canadian Nationals                      |                                       |                                       |                                       | Gracyn Wheeler June Crow                           | Arvilla McGuire Gwen Greenlee            | 5–7, 9–7, 6–2                         |
| 1948      | Canadian Championships Vancouver        |                                       |                                       |                                       | Frank Fisher Mary Green                            | Ann Freedhoff Pat Lowe                   | 6–4, 10–8                             |
| 1949      | Canadian Championships Halifax          |                                       |                                       |                                       | Baba Lewis (2) Edith Sullivan                      | Patricia Macken Elaine Fildes            | 6–2, 6–2                              |
| 1950      | Canadian Championships Québec           |                                       |                                       |                                       | Isabel Troccole Carol Liguori                      | Patricia Macken Elaine Fildes            | 2–6, 8–6, 6–1                         |
| 1951      | Canadian Championships Windsor          |                                       |                                       |                                       | Lucille Davidson Doris Popple                      | Mary Hernando Joan Johnson               | 7–5, 6–3                              |
| 1952      | Canadian Championships Toronto          |                                       |                                       |                                       | Doris Ell Melita Ramírez (1)                       | Lucille Davidson Doris Popple            | 6–4, 6–3                              |
| 1953      | Canadian Championships Toronto          |                                       |                                       | Erba                                  | Thelma Coyne Long Melita Ramírez (2)               | Laura Lou Keenan Hilda Doleschell        | 6–1, 6–2                              |
| 1954      | Canadian Nationals Toronto              |                                       |                                       |                                       | Karol Fageros Ethel Norton                         | Louise Brown Dorothy Hurst               | 6–4, 6–1                              |
| 1955      | Canadian Championships Toronto          |                                       |                                       |                                       | Connie Bowan Ann Barclay                           | Hanna Sladek T. Helie                    | 7–5, 2–6, 6–4                         |
| 1956      | Canadian Championships Vancouver        |                                       |                                       |                                       | June Lee Pat Miller                                | Jean Laird Linda Vail                    | 6–3, 7–5                              |
| 1957      | Canadian Championships Montréal         |                                       |                                       |                                       | Louise Brown (1) Hilda Doleschell                  | Susan Butt Anne Bagge Vierra             | 3–6, 6–1, 9–7                         |
| 1958      | Canadian Championships Vancouver        |                                       |                                       | Erba                                  | Barbara Browning Pam Davis                         | Louise Brown Hilda Doleschell            | 6–8, 6–3, 7–5                         |
| 1959      | Canadian Championships Toronto          |                                       |                                       |                                       | Dorothy Head Mary Martin                           | Martha Hernández Marilyn Montgomery      | 6–1, 6–1                              |
| 1960      | Carling Canadian National Chmps Toronto |                                       |                                       | Terra                                 | Donna Floyd Fales Belmar Gunderson                 | Deidre Catt Barbara Benigni              | 7–5, 7–5                              |
| 1961      | Canadian Nationals Toronto              |                                       |                                       | Terra                                 | M. Bundy Eleanor Dodge                             | Ann Haydon Jones Benita Senn             | 6–4, 5–7, 6–3                         |
| 1962      | Canadian Championships                  |                                       |                                       |                                       | Ann Barclay Louise Brown (2)                       |                                          |                                       |
| 1963      | Canadian Nationals Vancouver            |                                       |                                       |                                       | Susan Butt Vicky Berner (1)                        | Ann Barclay Louise Brown                 | 6–3, 7–5                              |
| 1964      | Canadian Nationals Montréal             |                                       |                                       | Erba                                  | Alice Tym Hedy Rutzebeck                           | Louise Brown Benita Senn                 | 6–4, 8–6                              |
| 1965      | Canadian Nationals Toronto              |                                       |                                       | Erba                                  | Vicky Berner (2) Faye Urban (1)                    | Julie Heldman Benita Senn                | 6–8, 6–4, 6–1                         |
| 1966      | Canadian Nationals Vancouver            |                                       |                                       | Erba                                  | Vicky Berner (3) Faye Urban (2)                    | Rita Bentley Jean Mary Wilson            | 6–4, 6–1                              |
| 1967      | Canadian Nationals Montréal             |                                       |                                       | Erba                                  | Vicky Berner (4) Faye Urban (3)                    | Maria Guzman Patricia Montano            | 6–3, 6–3                              |
| 1968      | Canadian Nationals Toronto              |                                       |                                       | Terra                                 | Vicky Berner (5) Faye Urban (4)                    | Jane O'Hara Wood Vivienne Strong         | 6–2, 6–3                              |
| 1969      | Canadian Open Toronto                   |                                       |                                       | Terra                                 | Brenda Nunns Faye Urban (5)                        | Jane O'Hara Wood Vivienne Strong         | 6–1, 6–1                              |
| 1970      | Rothmans Canadian Open Toronto          |                                       |                                       | Terra                                 | Margaret Smith Court (2) Rosie Casals (1)          | Evonne Goolagong Pat Walkden             | 6–0, 6–1                              |
| 1971      | Rothmans Canadian Open Toronto          |                                       |                                       | Terra                                 | Rosie Casals (2) Françoise Dürr                    | Lesley Bowrey Evonne Goolagong           | 6–3, 6–2                              |
| 1972      | Rothmans Canadian Open Toronto          |                                       |                                       | Terra                                 | Margaret Smith Court (2) Evonne Goolagong (1)      | Brenda Kirk Pat Walkden                  | 3–6, 6–3, 7–5                         |
| 1973      | Rothmans Canadian Open Toronto          |                                       |                                       | Terra                                 | Evonne Goolagong (2) Peggy Michel                  | Helga Masthoff Martina Navrátilová       | 6–3, 6–2                              |
| 1974      | Rothmans Canadian Open Toronto          |                                       |                                       | Cemento                               | Gail Sherriff Julie Heldman                        | Chris Evert Jeanne Evert                 | 6–3, 6–4                              |
| 1975      | Rothmans Canadian Open Toronto          |                                       | $30000                                | Cemento                               | Julie Anthony Margaret Smith Court (3)             | Joanne Russell Jane Stratton             | 6–2, 6–4                              |
| 1976      | Rothmans Canadian Open Toronto          |                                       | $35000                                | Cemento                               | Cynthia Seiler Janet Newberry                      | Sue Barker Pam Teeguarden                | 6–7, 6–3, 6–1                         |
| 1977      | Rothmans Canadian Open Toronto          |                                       | $35000                                | Cemento                               | Delina Ann Boshoff Ilana Kloss                     | Rosie Casals Evonne Goolagong            | 6–2, 6–3                              |
| 1978      | Rothmans Canadian Open Toronto          |                                       | $35000                                | Cemento                               | Regina Maršíková (1) Pam Teeguarden                | Chris O'Neil Paula Smith                 | 7–5, 6–7, 6–2                         |
| 1979      | Player's Canadian Open Toronto          |                                       | $35000                                | Cemento                               | Lea Antonoplis Diane Evers                         | Chris O'Neil Mimi Wikstedt               | 2–6, 6–1, 6–3                         |
| 1980      | Player's Canadian Open Toronto          |                                       | $150000                               | Cemento                               | Andrea Jaeger (1) Regina Maršíková (2)             | Ann Kiyomura Betsy Nagelsen              | 6–1, 6–3                              |
| 1981      | Player's Canadian Open Toronto          |                                       | $200000                               | Cemento                               | Martina Navrátilová (1) Pam Shriver                | Candy Reynolds Anne Smith                | 7–6, 7–6                              |
| 1982      | Player's Canadian Open Montréal         |                                       | $200000                               | Cemento                               | Martina Navrátilová (2) Candy Reynolds             | Barbara Potter Sharon Walsh              | 6–4, 6–4                              |
| 1983      | Player's Canadian Open Toronto          |                                       | $200000                               | Cemento                               | Anne Hobbs Andrea Jaeger (2)                       | Rosalyn Fairbank Candy Reynolds          | 6–4, 5–7, 7–5                         |
| 1984      | Player's Canadian Open Montréal         |                                       | $200000                               | Cemento                               | Kathy Jordan Elizabeth Smylie                      | Claudia Kohde Kilsch Hana Mandlíková     | 6–1, 6–2                              |
| 1985      | Canadian Open Toronto                   |                                       | $250000                               | Cemento                               | Gigi Fernández (1) Martina Navrátilová (3)         | Marcella Mesker Pascale Paradis          | 6–4, 6–0                              |
| 1986      | Player's Canadian Open Montréal         |                                       | $250000                               | Cemento                               | Zina Garrison Gabriela Sabatini (1)                | Pam Shriver Helena Suková                | 7–6(2), 5–7, 6–4                      |
| 1987      | Canadian Open Downsview Toronto         |                                       | $250000                               | Cemento                               | Zina Garrison Lori McNeil (1)                      | C. Kohde Kilsch Helena Suková            | 6–1, 6–2                              |
| 1988      | Player's Canadian Open Montréal         | Tier II                               | $300000                               | Cemento                               | Jana Novotná (1) Helena Suková                     | Zina Garrison Pam Shriver                | 7–6(2), 7–6(6)                        |
| 1989      | Player's Canadian Open Toronto          | Tier II                               | $300000                               | Cemento                               | Gigi Fernández (2) Robin White                     | Martina Navrátilová Larisa Neiland       | 6–1, 7–5                              |
| 1990      | Canadian Open Montréal                  | Tier I                                | $500000                               | Cemento                               | Betsy Nagelsen Gabriela Sabatini (2)               | Helen Kelesi Raffaella Reggi             | 3–6, 6–2, 6–2                         |
| 1991      | Canadian Open Toronto                   | Tier I                                | $500000                               | Cemento                               | Larisa Neiland (1) Nataša Zvereva                  | C. Kohde Kilsch Helena Suková            | 1–6, 7–5, 6–2                         |
| 1992      | Matinee Ltd. - Canadian Open Montréal   | Tier I                                | $550000                               | Cemento                               | Lori McNeil (2) Rennae Stubbs                      | Gigi Fernández Nataša Zvereva            | 3–6, 7–5, 7–5                         |
| 1993      | Matinee Ltd. - Canadian Open Toronto    | Tier I                                | $750000                               | Cemento                               | Larisa Neiland (2) Jana Novotná (2)                | Arantxa Sánchez Helena Suková            | 6–1, 6–2                              |
| 1994      | Matinee Ltd. - Canadian Open Montréal   | Tier I                                | $750000                               | Cemento                               | Meredith McGrath Arantxa Sánchez (1)               | Pam Shriver Elizabeth Smylie             | 2–6, 6–2, 6–4                         |
| 1995      | du Maurier Ltd Toronto                  | Tier I                                | $806250                               | Cemento                               | Gabriela Sabatini (3) Brenda Schultz               | Martina Hingis Iva Majoli                | 4–6, 6–0, 6–3                         |
| 1996      | Omnium du Maurier Lté Montréal          | Tier I                                | $926250                               | Cemento                               | Larisa Neiland (3) Arantxa Sánchez (2)             | Mary Joe Fernández Helena Suková         | 7–6(1), 6–1                           |
| 1997      | Omnium du Maurier Toronto               | Tier I                                | $926250                               | Cemento                               | Yayuk Basuki Caroline Vis                          | Nicole Arendt Manon Bollegraf            | 3–6, 7–5, 6–4                         |
| 1998      | Omnium du Maurier Montréal              | Tier I                                | $926250                               | Cemento                               | Martina Hingis (1) Jana Novotná (3)                | Yayuk Basuki Caroline Vis                | 6–3, 6–4                              |
| 1999      | Omnium du Maurier Toronto               | Tier I                                | $1050000                              | Cemento                               | Jana Novotná (4) Mary Pierce                       | Larisa Neiland Arantxa Sánchez           | 6–3, 2–6, 6–3                         |
| 2000      | Omnium du Maurier Montréal              | Tier I                                | $1080000                              | Cemento                               | Martina Hingis (2) Nathalie Tauziat                | Julie Halard Ai Sugiyama                 | 6–3, 3–6, 6–4                         |
| 2001      | Coupe Rogers et AT&T Toronto            | Tier I                                | $1200000                              | Cemento                               | Kimberly Po Nicole Pratt                           | Tina Križan Katarina Srebotnik           | 6–3, 6–1                              |
| 2002      | Coupe Rogers AT&T Montréal              | Tier I                                | $1224000                              | Cemento                               | Virginia Ruano Paola Suárez                        | Rika Fujiwara Ai Sugiyama                | 6–4, 7–6(4)                           |
| 2003      | Coupe Rogers AT&T Toronto               | Tier I                                | $1325000                              | Cemento                               | Svetlana Kuznecova Martina Navrátilová (4)         | María Vento-Kabchi Angelique Widjaja     | 3–6, 6–1, 6–1                         |
| 2004      | Coupe Rogers Montréal                   | Tier I                                | $1300000                              | Cemento                               | Shinobu Asagoe Ai Sugiyama (1)                     | Liezel Huber Tamarine Tanasugarn         | 6–0, 6–3                              |
| 2005      | Coupe Rogers American Express Toronto   | Tier I                                | $1300000                              | Cemento                               | Anna Groenefeld Martina Navrátilová (5)            | Conchita Martínez Virginia Ruano Pascual | 5–7, 6–3, 6–4                         |
| 2006      | Coupe Rogers Banque Nationale Montréal  | Tier I                                | $1340000                              | Cemento                               | Martina Navrátilová (6) Nadia Petrova              | Cara Black Anna Groenefeld               | 6–1, 6–2                              |
| 2007      | Coupe Rogers American Express Toronto   | Tier I                                | $1340000                              | Cemento                               | Katarina Srebotnik (1) Ai Sugiyama (2)             | Cara Black Liezel Huber                  | 6–4, 2–6, [10–5]                      |
| 2008      | Coupe Rogers American Express Montréal  | Tier I                                | $1340000                              | Cemento                               | Cara Black Liezel Huber (1)                        | Marija Kirilenko Flavia Pennetta         | 6–1, 6–1                              |
| 2009      | Rogers Cup Toronto                      | Premier 5                             | $2000000                              | Cemento                               | Nuria Llagostera Vives María José Martínez Sánchez | Samantha Stosur Rennae Stubbs            | 2–6, 7–5, [11–9]                      |
| 2010      | Rogers Cup Montréal                     | Premier 5                             | $2000000                              | Cemento                               | Gisela Dulko Flavia Pennetta                       | Květa Peschke Katarina Srebotnik         | 7–5, 3–6, [12–10]                     |
| 2011      | Rogers Cup Toronto                      | Premier 5                             | $2050000                              | Cemento                               | Liezel Huber (2) Lisa Raymond                      | Viktoryja Azaranka Marija Kirilenko      | Walkover                              |
| 2012      | Rogers Cup Montréal                     | Premier 5                             | $2168400                              | Cemento                               | Klaudia Jans-Ignacik Kristina Mladenovic           | Nadia Petrova Katarina Srebotnik         | 7–5, 2–6, [10–7]                      |
| 2013      | Rogers Cup Toronto                      | Premier 5                             | $2168400                              | Cemento                               | Jelena Janković Katarina Srebotnik (2)             | Anna-Lena Grönefeld Květa Peschke        | 5–7, 6–2, [10–6]                      |
| 2014      | Rogers Cup Montréal                     | Premier 5                             | $2168400                              | Cemento                               | Sara Errani Roberta Vinci                          | Cara Black Sania Mirza                   | 7–6(4), 6–3                           |
| 2015      | Rogers Cup Toronto                      | Premier 5                             | $2513000                              | Cemento                               | Bethanie Mattek-Sands Lucie Šafářová               | Caroline Garcia Katarina Srebotnik       | 6–1, 6–2                              |
| 2016      | Rogers Cup Montréal                     | Premier 5                             | $2714413                              | Cemento                               | Ekaterina Makarova (1) Elena Vesnina (1)           | Simona Halep Monica Niculescu            | 6–3, 7–6(5)                           |
| 2017      | Rogers Cup Toronto                      | Premier 5                             | $2735139                              | Cemento                               | Ekaterina Makarova (2) Elena Vesnina (2)           | Anna-Lena Grönefeld Květa Peschke        | 6–0, 6–4                              |
| 2018      | Rogers Cup Montréal                     | Premier 5                             | $2820000                              | Cemento                               | Ashleigh Barty Demi Schuurs                        | Latisha Chan Ekaterina Makarova          | 4–6, 6–3, [10–8]                      |
| 2019      | Rogers Cup Toronto                      | Premier 5                             | $2830000                              | Cemento                               | Barbora Krejčíková Kateřina Siniaková              | Anna-Lena Grönefeld Demi Schuurs         | 7–5, 6–0                              |
| 2020      | Annullato per pandemia di Coronavirus   | Annullato per pandemia di Coronavirus | Annullato per pandemia di Coronavirus | Annullato per pandemia di Coronavirus | Annullato per pandemia di Coronavirus              | Annullato per pandemia di Coronavirus    | Annullato per pandemia di Coronavirus |
| 2021      | National Bank Open Montréal             | WTA 1000                              | $1835490                              | Cemento                               | Gabriela Dabrowski Luisa Stefani                   | Darija Jurak Andreja Klepač              | 6–3, 6–4                              |
| 2022      | Rogers Cup Toronto                      | WTA 1000                              | $2697250                              | Cemento                               | Coco Gauff (1) Jessica Pegula                      | Nicole Melichar-Martinez Ellen Perez     | 6–4, 6(5)–7, [10–5]                   |
| 2023      | Omnium National Bank Montréal           | WTA 1000                              | $2788468                              | Cemento                               | Shūko Aoyama Ena Shibahara                         | Desirae Krawczyk Demi Schuurs            | 6–4, 4–6, [13–11]                     |
| 2024      | National Bank Toronto                   | WTA 1000                              | $3211715                              | Cemento                               | Caroline Dolehide Desirae Krawczyk                 | Gabriela Dabrowski Erin Routliffe        | 7–6(2), 3–6, [10–7]                   |
| 2025      | Omnium National Bank Montréal           | WTA 1000                              | $5152599                              | Cemento                               | Coco Gauff (2) McCartney Kessler                   | Taylor Townsend Zhang Shuai              | 6–4, 1–6, [13–11]                     |